# Marcie Free
Marcie Michelle Free (nata Mark Edward Free; South Bend, 12 aprile 1954) è una cantante statunitense, nota in passato per aver fatto parte della heavy metal band King Kobra, oltre che dei gruppi Signal e Unruly Child.

## Biografia

### 1980-1989: Modern Design, King Kobra, Black Roses
Prima di raggiungere i King Kobra, Mark Free era cassiere in un laboratorio fotografico. Proveniente dal Michigan, Free aveva militato in diverse band prima di spostarsi a Los Angeles ma con questi gruppi non aveva mai inciso, e tra questi figuravano i Modern Design di cui faceva parte anche Ronnie Mancuso tra il 1981 e 1982. Mancuso (che più tardi diverrà membro dei Beggar and Thieves) aveva lavorato come batterista dei Vanilla Fudge di Carmine Appice proprio in occasione della loro riunione con la Pasha Records. Carmine chiese a Mancuso se conosceva un cantante che cercava per il suo nuovo progetto allora intitolato D.N.A., assieme a Rick Derringer per qualche tour in Giappone. Mancuso raccomandò a Appice il cantante del suo gruppo, Mark Free.
Il tour dei D.N.A. però non si organizzò poiché Appice venne chiamato in causa da Ozzy Osbourne nel suo tour tra l'83 e '84. Ma con il finire dell'esperienza con Osbourne, Appice ricontattò Free e i due fondarono assieme i King Kobra nel primo 1984, realizzando il debutto l'anno successivo con un contratto con la Capitol Records. Dopo la pubblicazione del secondo album dei K.K. Thrill of a Lifetime (1986), Free abbandonò la band e si dedicò ad alcuni lavori occasionali. Egli venne sostituito nei King Kobra per un breve periodo da Marq Torien, che poi fonderà i BulletBoys con altri membri della band. Verrà sostituito infine dal cantante Johnny Edwards.
Nel primo 1988 Free venne coinvolto in un progetto di Appice chiamato Black Roses, con un altro ex King Kobra, il chitarrista Mick Sweda, il chitarrista italiano Alex Masi ed il bassista di Quiet Riot e Giuffria Chuck Wright. Questa band venne fondata unicamente allo scopo di registrare alcuni brani per la colonna sonora del film horror omonimo Black Roses, edito nel 1988, in cui pubblicherrano quattro tracce.
La colonna sonora, al quale parteciparono anche gruppi come Lizzy Borden e Bang Tango, venne pubblicata nel 1988 per la Metal Blade Records. Nello stesso anno Free venne prima invitato a Vancouver da Carmine Appice per raggiungere i Blue Murder, band fondata dell'ex chitarrista dei Tygers of Pan Tang e Whitesnake John Sykes. Il gruppo era stato fondato in origine con Ray Gillen (ex Black Sabbath) alla voce, che però abbandonò subito il progetto per entrare nei Badlands di Jake E. Lee. Nel dicembre 1988 Free volò in Canada, ma infine dopo un paio di sessioni, egli non venne incluso nel progetto.

### 1990-1999: Dai Signal alla carriera solista
L'incontro con la songwriter Judithe Randall cambiò il destino di Free. Lei contattò Mark per cantare su alcune sue demo e successivamente iniziò a svolgere l'attività di sua manager. Fu proprio attraverso la Randall che Free venne poi coinvolto nel progetto Signal fondato dal songwriter Mark Baker e dal produttore Peter McKeown. McKeown venne però allontanato prima della pubblicazione del debutto. Il disco, intitolato Loud & Clear venne pubblicato per la EMI nel primo 1990 ma poco dopo la band si sciolse.
Nel 1991 Mark incontrò i due musicisti Bruce Gowdy e Guy Allison con cui formò gli Unruly Child, con l'aggiunta del bassista Larry Antonino ed il batterista Jay Schellen a completare la formazione. Gowdy e Allison erano reduci dall'esperienza nei World Trade, gruppo fondato dal bassista Billy Sherwood, che vantava già una collaborazione a più riprese con gli Yes. Inoltre lo stesso Gowdy era stato membro degli Stone Fury assieme al cantante Lenny Wolf, poi famoso per aver fondato i Kingdom Come. Anche Schellen era reduce da un'esperienza negli Stone Fury, oltre che negli Hurricane. Prodotto da Beau Hill, l'omonimo Unruly Child venne stampato nel 1992, ma la loro etichetta, la Interscope, bocciò la band due settimane dopo. Il gruppo cambiò nome in Twelve Pound Sledge ed un secondo album venne registrato, ma mai pubblicato. Tuttavia, alcune di queste canzoni saranno riprese dallo stesso Free per il suo secondo album solista, Tormented.
Free, a questo punto, decise di intraprendere la carriera solista e pubblicò il disco Long Way from Love, una collezione di tracce tra le quali molte erano state composte da Judithe Randall e sua figlia Robin, venendo pubblicato per l'etichetta indipendente britannica Now and Then Records nel 1993. Apparirono come special guest del disco la cantante finlandese Aina e l'ex bassista di Alice Cooper Erik Scott. In realtà avevano partecipato al disco svariati musicisti, tra cui i componenti della sua ex band Signal. Free partecipò inoltre a due show al "Gods Of AOR" organizzati dall'etichetta.
All'epoca di questi concerti, Free venne accusato da molti di essere una transessuale. Le voci divennero poi fatti nel 1995 quando venne infine rivelato che Free era stato sottoposto ad un cambio di sesso rinominandosi Marcie Free. Nel 1996 Free, sotto il suo nuovo nome, pubblicò il secondo album intitolato Tormented per la tedesca Long Island Records. I musicisti che parteciparono alle registrazioni del disco furono gli stessi membri degli Unruly Child Bruce Gowdy, Larry Antonino, Jay Schellen e Guy Allison.

## Discografia

### Da solista
- 1993 - Long Way from Love
- 1995 - Tormented [come Marcie Free]

### Con i King Kobra
Album in studio
- 1985 - Ready to Strike
- 1986 - Thrill of a Lifetime
- 2001 - Hollywood Trash

Raccolte
- 1990 - Smoke & Mirrors
- 1999 - The Lost Years
- 2005 - Number One

### Con i Signal
- 1989 - Loud & Clear
- 2000 - Signal Live

### Con gli Unruly Child
- 1992 - Unruly Child
- 2002 - The Basement Demos
- 2010 - Worlds Collide
- 2014 - Down the Rabbit Hole
- 2017 - Can't Go Home

### Partecipazioni
- 1988 - Colonna sonora - Black Roses
- 1990 - David Cassidy - David Cassidy
- 1991 - Desmond Child - Discipline
- 1991 - Seth Marsh	- Whole Lotta Noise
- 1992 - Alannah Myles - Rockinghorse
- 1994 - Bobby Kimball - Rise Up
- 1994 - Venus And Mars	- Grand Time
- 1998 - Venus And Mars	- New Moon Rising